# Batrachotetrix granulatus
Batrachotetrix granulatus är en insektsart som först beskrevs av Herbst 1786.  Batrachotetrix granulatus ingår i släktet Batrachotetrix och familjen Pamphagidae. Inga underarter finns listade i Catalogue of Life.